# Guglielmo Pugi

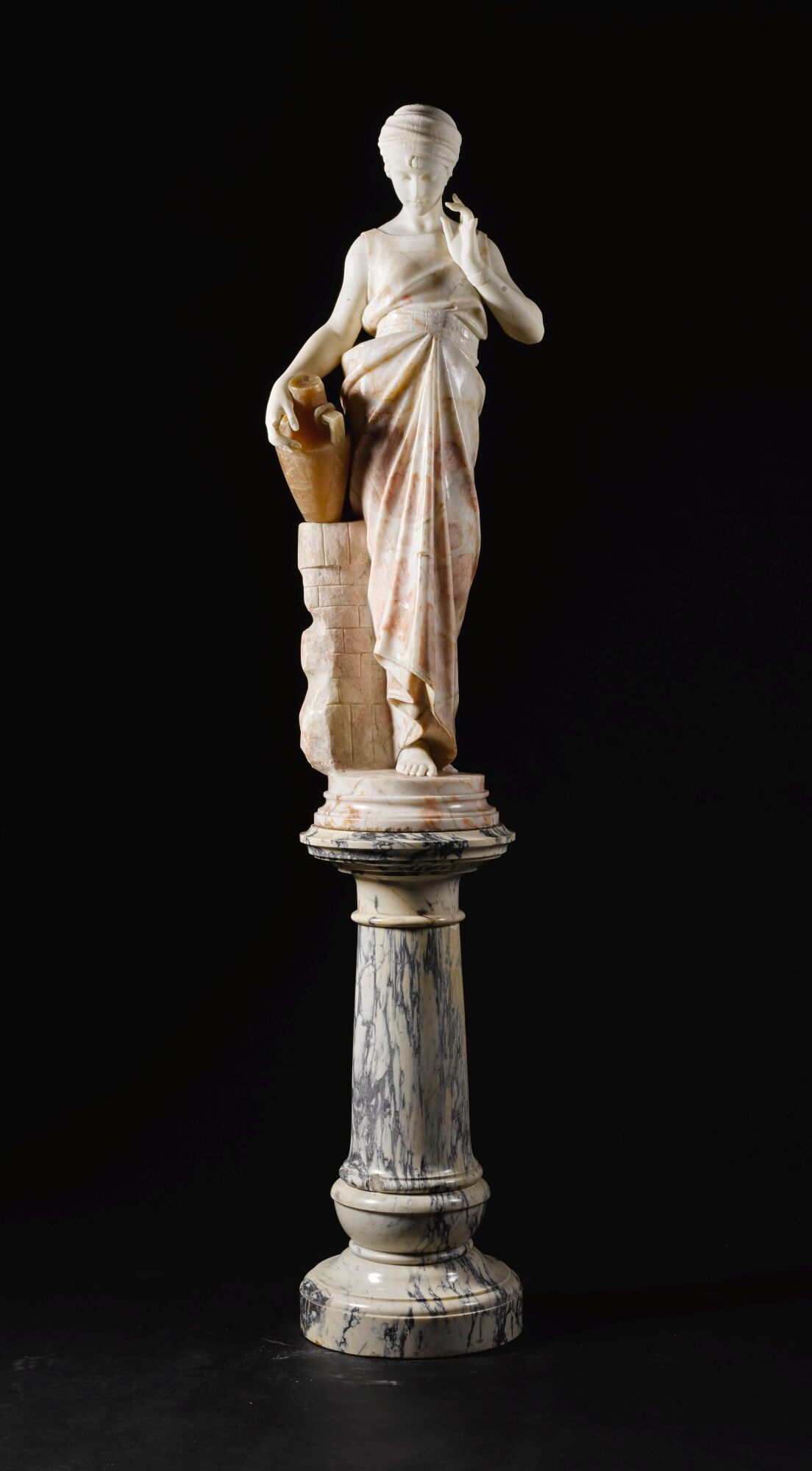
Rebekka am Brunnen, Statuette aus Marmor mit Krug aus Alabaster auf einer Säule aus farbigem Marmor, 1911 (Kunsthandel)

Guglielmo Pugi (* um 1850 in Fiesole; † 1915) war ein italienischer Bildhauer. Seine künstlerische Blütezeit erlebte er von 1870 bis 1915 in Florenz.

## Leben
Pugi war ein Schüler der Accademia di Belle Arti in Florenz. Er entwarf die Büste des italienischen Königs Umberto I., die auf dem Hauptplatz seiner Geburtsstadt Fiesole steht und im September 1900 eingeweiht wurde. Sie wurde in der Werkstatt der Gebrüder Pugi hergestellt. Das Denkmal besteht aus einer Büste, die sich über einem Sockel erhebt, der von vier Schilden umgeben ist. Dort sind vier Erinnerungen symbolisiert, die an seine glorreichen Taten in Villafranca, Casamicciola, Neapel und Busca erinnern. Die Inschrift lautet: 
A Umberto I – Re d’Italia – Fiesole – XX settembre MCM (Für Umberto I. – König Italiens – Fiesole – 20. September 1900)
Das Denkmal sollte ursprünglich am 20. September, dem 30. Jahrestag der Einnahme Roms während des Risorgimento, eingeweiht werden, doch musste der Termin verschoben werden, da der Graf von Turin, der an der Einweihung teilnehmen wollte, noch nicht anwesend war. Das aus Carrara-Marmor gefertigte Denkmal ist etwa vier Meter hoch und wurde von den Brüdern Pugi der Stadt Fiesole geschenkt.
In der großen Werkstatt der Pugi wurden zahlreiche Werke hergestellt, die auch von ausländischen Interessenten bestellt wurden, darunter beispielsweise eine große Statue und 18 Büsten für das Southampton Art Museum in New York oder eine Sammlung großer amerikanischer Staatsmänner im Auftrag der Historical Museums in Iowa.
Pugi fertigte um 1880 eine dekorative Marmorbüste mit der Bezeichnung Marguerite, die auf der Figur Margarete (Gretchen) in Goethes Faust basiert und die sich jetzt  in der Skulpturensammlung des Helen Foresman Spencer Museum of Art in Lawrence befindet.
Viele seiner Skulpturen sind im historischen Alabaster-Museum von Volterra ausgestellt. Seine Werkstatt spezialisierte sich auf Exportstücke, die in dieser Zeit gefragt waren. Als seine Söhne später mitarbeiteten, firmierte er unter Guglielmo Pugi e figli. Nach seinem Tod (1915?) nannte die Werkstatt sich Fratelli G. e F. Pugi (Brüder Gino und Fiorenzo Pugi).